# Danny McGrain
Daniel Fergus « Danny » McGrain, né le 1er mai 1950 à Glasgow, est un footballeur international écossais.
Il fait partie du Scottish Football Hall of Fame, intronisé lors de son inauguration en 2004. Il fait aussi partie du Tableau d'honneur de l'équipe d'Écosse de football, où figurent les internationaux ayant reçu plus de 50 sélections pour l'Écosse, étant inclus dès la création de ce tableau d'honneur en février 1988.

## Biographie
Il joue toute sa carrière au Celtic FC (657 matchs et 8 buts) bien qu'étant protestant, en effet le club qu'il soutenait jeune était les Glasgow Rangers mais son patronyme ayant une connotation catholique, les dirigeants des Rangers préfèrent ne pas l'engager et il prend alors le chemin du Celtic. 
En 1974, il apprend qu'il est diabétique mais cela ne l'empêche pas de poursuivre avec beaucoup de succès sa carrière.

## Palmarès
- Champion d'Écosse : 1973, 1974, 1977, 1979, 1981, 1982 et 1986 (Celtic FC).
- Coupe d'Écosse : 1974, 1975, 1977, 1980 et 1985 (Celtic FC)
- Coupe de la Ligue Écossaise : 1975 et 1983 (Celtic FC)

## Carrière internationale
- A participé aux Coupes du monde 1974 (3 matchs) et 1982 (capitaine, 2 matchs).
- 62 sélections avec l'Écosse entre 1973 et 1982[1].

## Distinction personnelle
- Élu meilleur joueur écossais : 1977.